# Elecciones parlamentarias de Croacia de 2003
Las elecciones parlamentarias para elegir a los 151 miembros del Parlamento se celebraron el 23 de noviembre de 2003. Eran las quintas elecciones parlamentarias después de las primeras elecciones libres y multipartidistas de 1990. La concurrencia era 61.65%. El resultado fue una victoria para la oposición liderada por el partido Unión Democrática Croata (HDZ) la cual ganó la mayoría de 66 escaños, pero se quedó corto para los 76 necesarios para formar un gobierno por sí solo. El presidente del HDZ Ivo Sanader fue nombrado como 8.º Primer ministro de Croacia el 23 de diciembre de 2003, después de que el parlamento realizó un voto de confianza para su gabinete de gobierno, con 88 Parlamentarios que votan a favor, 29 en contra y 14 abstenciones.

## Distritos electorales
Hay 10 distritos electorales realizados de acuerdo a la geografía y población. En cada distrito se elegidos 14 candidatos están de acuerdo al sistema de escrutinio proporcional plurinominal y la barrera electoral es del 5%. Además se reservan 8 escaños para representar a las minorías nacionales.
Los croatas residentes en el extranjero se convierten en un distrito electoral unificado. El número de escaños se repartira de acuerdo a cuantos votantes extranjeros hayan votado tras las elecciones. Para referencia, el número de asientos de diáspora en el 2000-2003 Sabor era seis.
En total la distribución total de asientos, este queda conformado por 140 escaños que representan al territorio croata + 8 escaños por las minorías y 4 escaños por los croatas residentes en el extranjero.

## Antecedentes
El principal problema de la campaña fue la economía y el dolor de pasar de un sistema estatal planificado centralmente a las reglas del mercado libre. El primer ministro Ivica Račan del Partido Socialdemócrata de Croacia (SDP) intentó obtener un nuevo mandato de cuatro años de su coalición de gobierno frente a un fuerte desafío de la renovada Unión Democrática Croata (HDZ) del fallecido presidente Franjo Tudjman, que está al frente de la oposición desde el 2000. El HDZ afirmó que las reformas económicas del primer ministro habían causado demasiado dolor y sangría al pueblo. En el 2000, la alianza de los principales partidos de oposición, el Partido Socialdemócrata (SDP) y el Partido Social Liberal (HSLS), había logrado acabar con un período de nueve años de dominación del HDZ.
El gobierno de centro izquierda prometió la pronta adhesión de Croacia a la Unión Europea y que esta dependía de la reelección de la coalición de gobierno. (Croacia solicitó ser miembro de la UE en febrero de 2003 y esperaba ingresar en el bloque para el 2007). Aunque el Primer Ministro había acercado al país a Occidente, su gobierno había dejado desilusionados a muchos croatas, después de no haber reactivado la economía ni mejorado el nivel de vida (tras sus reformas económicas, el salario mensual promedio era de $ 625 y el desempleo rondaba el 15%). Por otro lado, el HDZ afirmó que se había reformado sus políticas aislacionistas y nacionalistas del pasado que repelían a Occidente y ahora estaba dispuesta a hacer de Croacia una parte de la UE.
El nuevo Gobierno enfrentará presiones de la UE para cooperar más con el Tribunal Penal Internacional para la ex Yugoslavia (TPIY) y hacer más para lograr el regreso de miles de refugiados serbios de guerra. El HDZ, que condujo a Croacia a la independencia de Yugoslavia en 1991, se opusieron al enjuiciamiento de los croatas por parte del Tribunal.

## Resultados
|  | 33.91 % |

|  | 22.61 % |

|  | 8.02 % |

|  | 7.15 % |

|  | 6.37 % |

|  | 4.05 % |

|  | 3.97 % |

|  | 1.00 % |

|  | 12.92 % |

|  | 98.37 % |

|  | 1.63 % |

|  | 100.00 % |

|  | 61.65 % |